# Madridejos (Filippine)
Madridejos è una municipalità di quarta classe delle Filippine, situata nella Provincia di Cebu, nella Regione del Visayas Centrale.
Madridejos è formata da 14 baranggay:
- Bunakan
- Kangwayan
- Kaongkod
- Kodia
- Maalat
- Malbago
- Mancilang
- Pili
- Poblacion
- San Agustin
- Tabagak
- Talangnan
- Tarong
- Tugas